# 徹明通
徹明通（てつめいどおり）は、岐阜県岐阜市の町名。現行行政地名は徹明通1丁目から8丁目。郵便番号は500-8879（集配局:岐阜中央郵便局）。

## 地理
岐阜市中央部に位置し、東は神田町、西は鹿島町に接する。1丁目から4丁目は徹明地区、5丁目から8丁目は木之本地区に属する。
岐阜東西通り沿いの町である。2丁目と3丁目の間で金町（金華橋通り）を、4丁目と5丁目の間で真砂町（忠節橋通り）を挟んている。

## 世帯数と人口
2024年（令和6年）4月1日現在の世帯数と人口は以下の通りである。
| 町丁        | 世帯数  | 人口  |
| ----------- | ------- | ----- |
| 徹明通1丁目 | 22世帯  | 49人  |
| 徹明通2丁目 | 237世帯 | 445人 |
| 徹明通3丁目 | 23世帯  | 35人  |
| 徹明通4丁目 | 52世帯  | 70人  |
| 徹明通5丁目 | 86世帯  | 155人 |
| 徹明通6丁目 | 32世帯  | 68人  |
| 徹明通7丁目 | 13世帯  | 31人  |
| 徹明通8丁目 | 25世帯  | 53人  |
| 計          | 490世帯 | 906人 |

## 学区
市立小・中学校に通う場合、学区は以下の通りとなる。
| 地域 | 小学校                   | 中学校             |
| ---- | ------------------------ | ------------------ |
| 全域 | 岐阜市立徹明さくら小学校 | 岐阜市立本荘中学校 |

## 歴史

### 沿革
- 昭和初期 - 本荘村および今泉・上加納の各一部より、徹明町1丁目から2丁目が成立したとみられる[6]。
- 1930年（昭和5年）1月1日 - 徹明町1丁目から2丁目の全域および神室町4丁目・高野町4丁目の各一部より、徹明通1丁目から4丁目が成立[6][4]。
- 1936年（昭和11年）9月15日 - 5丁目を新設[4]。
- 1939年（昭和14年）4月30日 - 6丁目から8丁目を新設[4]。
- 1950年（昭和25年）6月7日 - 神室町・高野町・金町の各一部を1〜3丁目へ編入[6]。
- 1952年（昭和27年） - 長住町・神田町・蕪城町・高野町・神明町の各一部を1・3・4丁目へ編入[6]。
- 1956年（昭和31年） - 千手堂北町・元宮町・都通・五反田町・本荘・真砂町・柳川町・鍵屋東町と3・5～6丁目との間で境界を変更[6]。

## 施設
- じゅうろくてつめいギャラリー

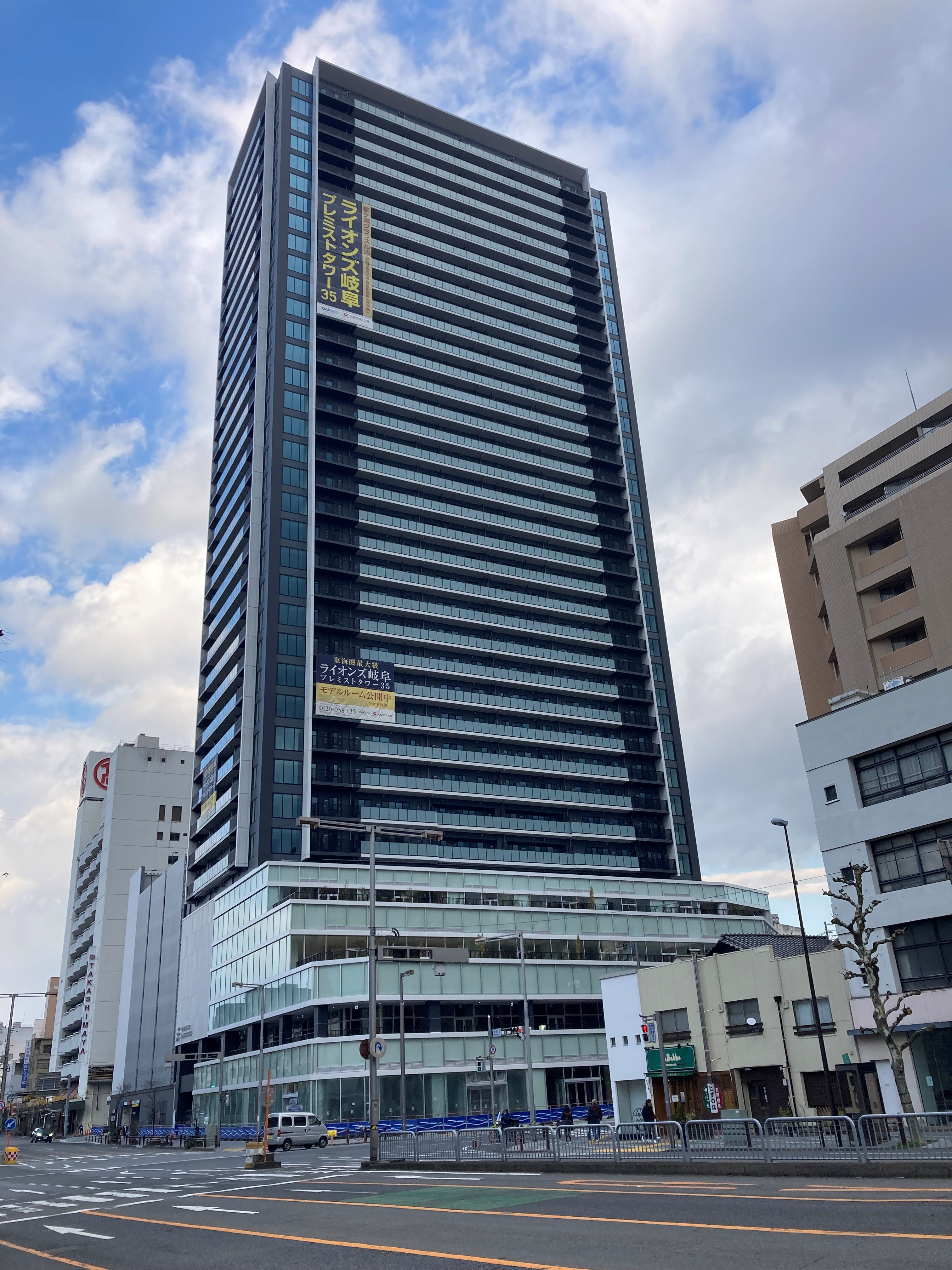
柳ケ瀬グラッスル35 - 徹明通2丁目が正式な住所表記となっており、金町・神室町にまたがる。
  - 子育て支援施設「ツナグテ」
  - 健康運動施設「ウゴクテ」
  - 岐阜市中保健センター
  - 大垣共立銀行岐阜支店
  - 朝日生命保険岐阜支社
- 岐阜信用金庫千手堂支店
- 岐阜県教育会館

- 柳ケ瀬グラッスル35

## 交通

### 鉄道
かつては名鉄岐阜市内線が当地を通り、徹明町駅が設置されていた。

### 道路
- 岐阜東西通り
  - 国道157号
  - 岐阜県道53号岐阜関ケ原線
  - 岐阜県道92号岐阜巣南大野線
  - 岐阜県道151号岐阜羽島線